# Carl Liden
Pour les articles homonymes, voir Liden.
Carl Oswald Liden (3 février 1929-21 mars 2010) est un homme politique canadien de la Colombie-Britannique. Il est député provincial néo-démocrate de la circonscription britanno-colombienne de Delta de 1972 à 1975.
Liden siège brièvement au cabinet du premier ministre Dave Barrett au poste de ministre des Transports et des Communications d'octobre à décembre 1975.

## Biographie
Né à Govan en Saskatchewan, Liden travaille pour la compagnie d'assurance Delta Insurance. Il devient membre du syndicat Delta Credit Union, ainsi qu'administrateur du plan d'assurances collectives Laborers Medical and Benefit Plan.
Il entame un carrière publique en siégeant comme conseiller municipal de Delta de 1958 à 1963.
Liden meurt dans une maison de retraite de Delta des suites d'une longue maladie en mars 2010 à l'âge de 81 ans,.